# Fred et son orchestre
Fred et son orchestre est une série télévisée française réalisée par Michaëla Watteaux comptant 3 épisodes diffusés en 2001, 2002 et 2003 sur TF1.

## Synopsis
Fred Marsac a construit sa vie autour du jazz. Il est heureux en famille, aux côtés de son épouse et de ses deux enfants, Estelle et Sam. À la mort de sa femme, victime d'un accident de voiture, il disparaît. Il confie Sam et Estelle à ses beaux-parents pour ne reparaître que quatre années plus tard. L'accueil est glacial. Estelle le rejette, sa belle-famille lui en veut. Pour redorer son blason, Fred accepte un poste de professeur de musique dans un collège. La directrice, Isabelle Martinet, réticente à l'intégrer dans l'équipe d'enseignants, lui confie la classe la plus difficile...

## Distribution
- Michel Leeb (Fred Marsac)
- Elizabeth Bourgine (Isabelle Martinet)
- Mélanie Bernier (Ella)
- Florent Bismuth (Louis)
- Théodule Carré-Cassaigne (Nicolas)
- Catherine Davenier	 (Jocelyne Debarre)

## Épisodes

### Épisode 1: Vive le prof Fred (29/10/2001)
Après la mort accidentelle de son épouse, Fred Marsac, célèbre pianiste de jazz, avait sombré dans une profonde dépression et abandonné ses deux enfants à ses beaux-parents. Quatre ans plus tard, il est de retour à Paris pour retrouver ses enfants. Mais sa fille, Ella, refuse de le voir car elle ne le considère plus comme son père. Fred obtient un poste de professeur de musique et s'occupe d'une classe de cancres qui lui donnent du fil à retordre et ne s'intéressent à rien. Seul Joachim, un obèse dont tous les autres se moquent, attire son attention et montre un peu d'intérêt pour la musique. Un jour, Fred arrive à revoir son fils Louis, mais doit se faire passer pour un oncle...

### Épisode 2: Le secret de Laure (23/12/2002)
Fred Marsac, professeur de musique du collège Charles Trenet, n'en croit pas ses yeux. Dans un square, il aperçoit Laure, une de ses élèves, en train de jouer du violon avec à ses pieds une pancarte : «J'ai faim». Stupéfait, il cherche à comprendre. C'est Isabelle, proviseur de l'établissement et compagne de Fred, qui lui donne la solution. Le père de Laure est mort, sa mère est en prison pour meurtre. Laure a menti à la DDASS et élève seule ses deux petits frères, Hugo et Arthur. Convaincu de l'innocence de la mère de Laure, Fred cherche à réconcilier la détenue et sa fille. De son côté, Isabelle doit faire face à un élève de troisième, fou amoureux d'elle...

### Épisode 3: Roméo & Juliette (26/11/2003)
Romain, 15 ans, a tout de l'adolescent rebelle. Mais le mal-être, chez lui, n'a rien d'une pose romantique. Élevé par son grand-père depuis le décès de son père, Romain multiplie les provocations, jusqu'à mettre son avenir scolaire en jeu. Renvoyé de plusieurs collèges, il finit par atterrir dans la classe de 4e de Fred Marsac. Celui-ci met peu de temps à réaliser la difficulté de vivre du collégien. Avec patience et pudeur, il décide de s'approcher de lui afin de percer sa carapace. Étonné, il réalise le véritable don de Romain pour le saxophone, un instrument pourtant difficile. Le professeur décide de faire tout son possible pour l'aider à reprendre une scolarité normale, par le biais de la musique. Mais l'affaire n'est pas si simple...